# Mielichhoferia subnuda
Mielichhoferia subnuda là một loài Rêu trong họ Bryaceae. Loài này được Sim mô tả khoa học đầu tiên năm 1926.